# An me thimase
An Me Thimase (greacă: Αν με θυμάσαι) este o piesă a Despinei Olympiou compusă de Andreas Giorgallis și Zenon Zindilis. Ea va reprezenta Ciprul la Concursul Muzical Eurovision 2013 din Suedia.